# Mazières-en-Mauges

Mazières-en-Mauges este o comună în departamentul Maine-et-Loire, Franța. În 2009 avea o populație de 1,007 de locuitori.